# Myrkur
Myrkur és un projecte musical de black metal i folk de la danesa Amalie Bruun. Inicialment però la identitat de la persona darrera del projecte va ser mantinguda en secret, i no fou fins avançat el projecte que se'n desvetllà públicament la identitat. Myrkur ha publicat dos àlbums de llarga durada despertant un gran interès i aclamacions de la crítica musical, així com ha publicat un àlbum en viu i un EP. El seu àlbum més recent Mareridt, va ser publicat el 15 de setembre de 2017 a través de Relapse Records.

## Història
Bruun va formar el projecte firmant per Relapse Rècords l'any 2014. El 16 de setembre del mateix any, Myrkur debutaria amb un EP homònim en el qual Bruun participava en les veus, en les guitarres i baix i va produir l'àlbum. A la bateria hi hauria però el seu amic Rex Myrnur. El 15 de juny, Myrkur va anunciar la publicació del seu llarga durada de debut, titulat M, el qual sortiria a la venda el 21 d'agost de 21 d'agost de 2015 també via Relapse Rècords am gran aclamació de la crítica. L'àlbum va ser produït per Kristoffer Rygg de Ulver, i presentat per Teloch de Mayhem i Nidingr a les guitarres, i amb Øyvind Myrvoll de Nidingr i Dodheimsgard a la bateria. L'agost de 2016, va publicar el seu àlbum en directe Mausoleu que va ser enregistrat a l'Emanuel Vigeland Mausoleu d'Oslo a Noruega. L'àlbum enregistrat en acústic i amb interpretacions d'un Cor de Noies noruec coral reinterpretacions del seu material anteriorment alliberat amb l'assistència als cors de l'agrupació Norwegian Girls Choir també de Håvard Jørgensen, guitarrista anterior a Ulver. El seu segon àlbum llarga durada, Mareridt, es publicaria el 15 de setembre de 2017.

## Discografia

### Àlbums d'estudi
- M (2015)
- Mareridt (2017)
- Folkesange (2020)

### Àlbums en directe
- Mausoleu (2016)

### EPs
- Myrkur (2014)
- Juniper (2018)

### Singles
- "Skaði" (Demo) (2014)
- "Den Lille Piges Død" (2015)
- "Två Konungabarn" (2017)
- "Shadows of Silence" (2017)
- "Juniper" (2018)
- "Bonden og Kragen" (2018)
- "Ella" (2019)
- "Leaves of Yggdrasil" (2020)